# Aloy
Aloy és un personatge fictici, protagonista del videojoc Horizon Zero Dawn, creat per Guerrilla Games i publicat per Sony Interactive Entertainment. Es tracta d'una noia criada per un marginat, o pària, anomenat Rost, que la forma i la instrueix perquè es converteixi en una hàbil caçadora i guerrera; el seu objectiu inicial és competir en la Prova (un ritual de la tribu dels Nora) i descobrir la identitat de la seva misteriosa mare.
El món en què es desenvolupa l'argument és un entorn eminentment rural, però on bona part de la megafauna ha estat substituïda per grans màquines de diversos tipus i d'una tecnologia desconeguda per als humans del moment. Els fets subsegüents obliguen l'Aloy a emprendre una missió per tal de destruir una secta adoradora d'una intel·ligència artificial que pretén destruir la vida a la terra; aquesta intel·ligència artificial està relacionada amb obscurs fets del passat que l'Aloy anirà descobrint i que es relacionen amb la història de la seva mare.
El personatge d'Aloy ha estat elogiat pel seu disseny, caracterització i per l'actuació de la seva actriu de veu en la versió anglesa, Ashly Burch. El model per al cos i el rostre de l'Aloy fou l'actriu neerlandesa Hannah Hoekstra.

## Argument del personatge
Aloy es presenta per primera vegada com un nadó que ha estat confiat a la cura de Rost, declarat com a marginat, o pària, per la tribu dels Nora, per motius que, de moment es desconeixen. Sis anys més tard, mentre explora pel seu compte, cau en un búnquer prohibit que va ser creat pels antics humans; mentre intenta sortir de la instal·lació destruïda, descobreix un dispositiu de realitat augmentada conegut com a Focus, abans de ser rescatada per Rost. Malgrat els seus dubtes, Rost li permet mantenir el Focus, amb el qual aviat desenvolupa una forta afinitat i li permet conèixer detalls del món antic quan explora les ruïnes metàl·liques. L'endemà, mentre aprèn a caçar amb en Rost, utilitza el Focus per rescatar en Teb, un membre de la tribu dels Nora que ha caigut en el camí de les màquines. Aloy expressa la voluntat de descobrir la identitat de la seva mare, i Rost suggereix que s'entreni per competir en la Prova, un ritual de pas a l'edat adulta que no només permetria la seva admissió a la tribu dels Nora, sinó també donar-li les respostes que busca si guanya.
El joc salta dotze anys endavant, amb una Aloy que entra en la majoria d'edat i que s'ha convertit en una hàbil guerrera i caçadora gràcies a la incansable formació per part d'en Rost. Participa en la Prova i en resulta vencedora, cosa que li permet ser admesa a la tribu. Malgrat tot, abans de poder preguntar sobre els seus pares a les matriarques, la tribu és atacada per un grup de sectaris, anomenats Eclipsi, liderats pel fanàtic Helis. La majoria dels seus companys són assassinats, però Helis dubta a matar-la i és atacat per Rost, que després se sacrifica per protegir-la d'una explosió. Aloy es desperta en una cova i es reuneix amb la matriarca Teersa, que li explica que aquesta cova va ser el lloc on la van trobar, acabada de néixer; el desacord en el consell de matriarques quant al fet si la troballa era una benedicció o una maledicció per a la tribu, dugué a la decisió d'expulsar-la i confiar-la a la cura d'en Rost. A més, el seu Focus revela que Helis seguia ordres d'algú i li mostra una imatge d'una dona més gran amb una gran semblança física amb ella.
Les matriarques decideixen nomenar Aloy «Cercadora Nora» perquè pugui esbrinar més detalls del seu origen, explorar els llocs prohibits, trobar els Eclipsi i venjar la mort dels Nora. A mesura que avança en les seves missions, un home anomenat Sylens es posa en contacte amb ella mitjançant el Focus i li explica que aquella dona més gran és la doctora Elisabet Sobeck. La sorprenent coincidència del perfil genètic de l'Aloy amb el de la doctora Sobeck li permet accedir a les restes de les oficines d'una empresa anomenada Faro Automated Solutions. En els registres que troba, descobreix que Sobeck era una brillant científica encarregada d'aturar una xarxa de robots de combat autoreplicants que havien quedat fora de control a causa de les ambicions del director de l'empresa, Ted Faro. L'impuls autoreplicant i autoportector d'aquests robots, amb una sofisticada intel·ligència artificial (Hades), els duu a eliminar de mica en mica tot rastre de vida a la Terra. El pla de Sobeck per evitar-ho era la creació del misteriós Projecte Zero Dawn.
Finalment, Aloy descobreix que Zero Dawn era un projecte que permetria que la humanitat s'extingís i després tornés a la vida mitjançant úters artificials, una vegada eliminada l'amenaça dels robots i es pogués «tornar a sembrar» la Terra amb vida humana. Tanmateix, un senyal misteriós va atacar el sistema de control i la IA de Zero Dawn, Gaia, forçant-lo a autodestruir-se. Sense res per protegir la humanitat de la IA d'Hades (inicialment creada com a interruptor «de reinicialització» d'emergència), Gaia va ser forçada a clonar l'Elisabet Sobeck utilitzant ADN emmagatzemat pel desaparegut Protocol Lightkeepeer, pronosticant que els seus gens farien que, en el futur, fos la salvadora del món. L'Aloy acabada de néixer fou duta per un robot a l'exterior de les instal·lacions, cosa que va fer que les matriarques pensessin que havia aparegut allà. Explorant les runes de les instal·lacions Zero Dawn, l'Aloy també descobreix que l'Elisabet Sobeck es va sacrificar per tancar uns conductes espatllats i així salvar el projecte dels robots.
En adonar-se d'això, l'Aloy es disposa a trobar les claus principals d'anul·lació per desconnectar Hades. Amb l'ajuda de Sylens, les aconsegueix, s'enfronta a Hades i el desconnecta just a temps. En una escena final, l'Aloy troba el cos d'Elisabet Sobeck i aconsegueix, així, acabar la cerca dels seus orígens.

## Creació del personatge
Aloy es va concebre com un personatge que pogués proporcionar moltes opcions tàctiques en els enfrontaments. Com a caçadora, té poca compassió per les màquines més enllà del «respecte del caçador». Se la presenta amb una personalitat crua i directa, a qui li agraden les comoditats, i tendeix a ser molt franca i contundent, de vegades fins i tot bel·ligerant en la seva manera d'enfrontar-se als problemes.
Guerrila Games sempre va concebre el joc amb un personatge femení com a protagonista i de caràcter fort. Sony decidí fer estudis de mercat, creient que una protagonista femenina podia ser una decisió arriscada, però va acabar aprovant la idea. Els desenvolupadors eren conscients dels tòpics que envolten els personatges femenins forts i decidiren aprofundir en el seu caràcter humà i els seus tocs de personalitat. El model per a l'Aloy es basà en l'actriu neerlandesa Hannah Hoekstra.

## Valoracions crítiques
Peter Tieryas de Kotaku ha elogiat el personatge d'Aloy, dient que la seqüència més emotiva del joc és aquella en què l'Aloy conversa davant la tomba d'en Rost i li explica tot el que ha passat des que va morir. Tieryas va dir que «la seva relació es notava tan real i les seves emocions tan tràgicament palpables», que era un poderós recordatori de tot allò que havia canviat des de la seva infantesa.
Malindy Hetfield de Polygon ha elogiat Aloy com a «inspiradora i captivadora», però també que no la sentia «particularment propera» en comparació amb altres protagonistes femenins, a causa de la seva «perfecció».
Sam Loveridge de GamesRadar+ ha dit que la història de l'Aloy el va impulsar a buscar els seus pares biològics i que va connectar profundament amb la història. Lucas Sullivan, de la mateixa plataforma, l'ha considerat «una de les millors protagonistes femenines del món dels videojocs».
Ashly Burch, l'actriu de veu d'Aloy, va guanyar el premi a la millor actuació en un joc en la 35a edició dels Golden Joystick Awards. En el discurs d'agraïment va afirmar que el personatge l'ha dut a ser una «dona més valenta i més forta» i que espera que Aloy servirà d'inspiració també a altres dones.